# Wetenschap in de renaissance
Tijdens de renaissance wordt de herontdekking van oude wetenschappelijke teksten versneld na de val van Constantinopel in 1453, en de uitvinding van de boekdrukkunst, die het leren zou democratiseren en een snellere verspreiding van nieuwe ideeën mogelijk zou maken. Echter, vooral het begin van de renaissance wordt soms gezien als een periode van wetenschappelijke achteruitgang. Historici zoals George Sarton en Lynn Thorndike hebben de invloed van de renaissance op de wetenschap bekritiseerd, omdat de vooruitgang ervan langzamer werd. Humanisten hielden zich liever bezig met menswetenschappen als politiek, filologie en geschiedenis dan de studie van natuurfilosofie of toegepaste wiskunde. Anderen leggen de nadruk op de positieve invloed van de renaissance, en wijzen op factoren als de herontdekking van verloren of obscure teksten en de toegenomen nadruk op de studie van talen en het juiste lezen van teksten. Marie Boas Hall bedacht de term 'wetenschappelijke renaissance' om er de vroege fase van de wetenschappelijke revolutie mee aan te duiden. Recenter bepleitte Peter Dear een tweefasemodel van vroegmoderne wetenschap: een wetenschappelijke renaissance van de 15e en 16e eeuw, gericht op de restauratie van de kennis van de Oudheid, gevolgd door een wetenschappelijke revolutie van de 17e eeuw, toen wetenschappers zich gingen richten op vernieuwing in plaats van herstel.

## Context
Sinds de renaissance van de twaalfde eeuw ondervond Europa een intellectuele opleving die vooral gerelateerd was aan het onderzoek naar de natuurlijke wereld. Maar in de 14e eeuw traden een serie gebeurtenissen, bekend onder de naam crisis van de late Middeleeuwen, op. Toen de Zwarte Dood kort voor 1350 toesloeg, betekende dit een abrupt einde van de vorige periode van grootschalige wetenschappelijke verandering. De pest doodde 25−50% van de bevolking van Europa, vooral in de dichtbevolkte omstandigheden in de steden, waar het hart van de vernieuwing lag. Het hernieuwd opleven van de pest en andere rampen veroorzaakten een eeuw lang een steeds verdergaande afname van de bevolking.

## De renaissance

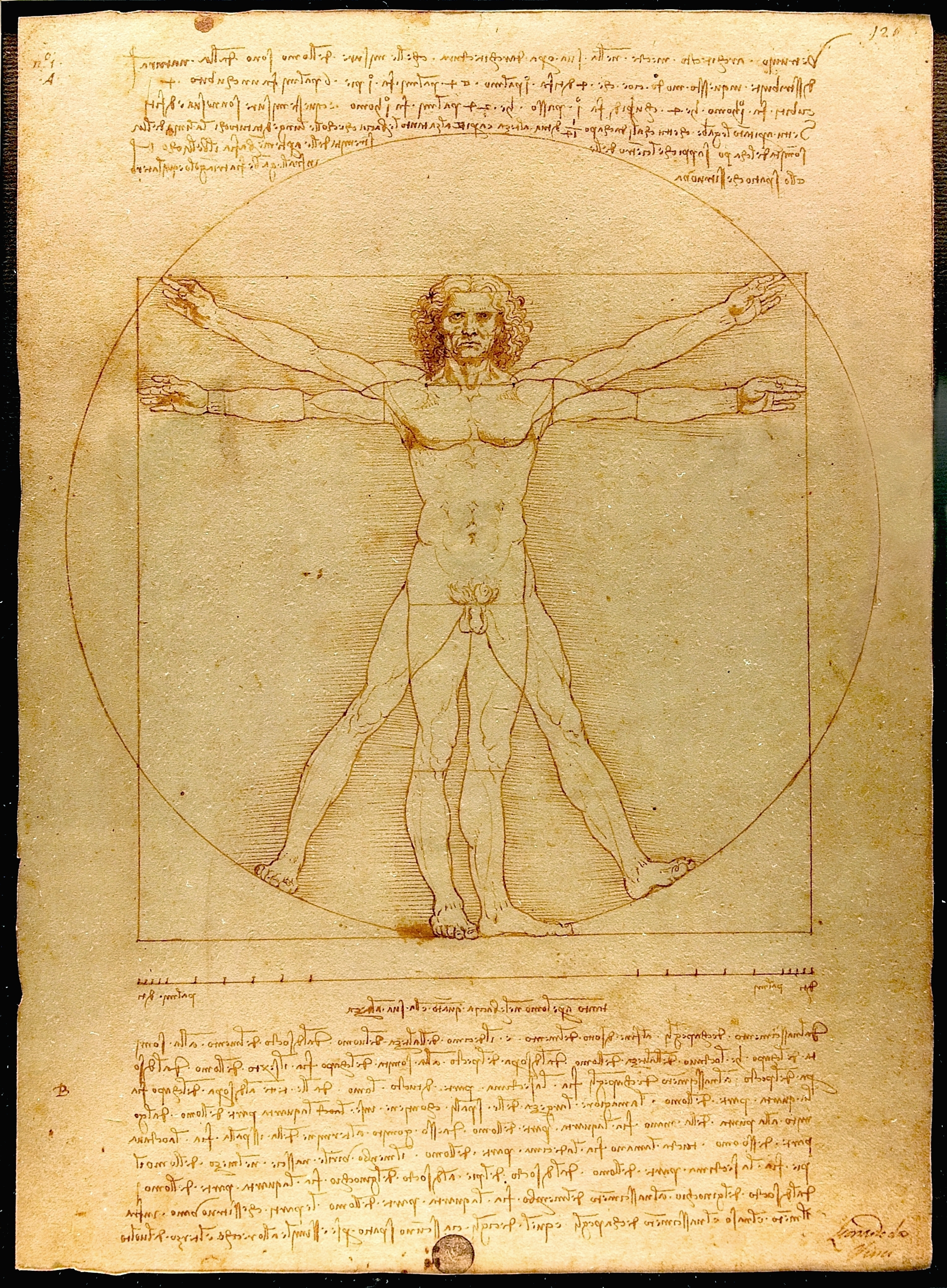
Leonardo da Vinci's Man van Vitruvius, een voorbeeld van de vermenging van kunst en wetenschap in de Renaissance.

De 14e eeuw was het begin van de culturele beweging van de renaissance. De herontdekking van oude teksten werd versneld na de Val van Constantinopel in 1453, toen veel Byzantijnse geleerden asiel moesten zoeken in het westen, vooral in Italië. Ook had de ontdekking van de boekdrukkunst een grote invloed op de Europese gemeenschap: de hierdoor geholpen verspreiding van het gedrukte woord democratiseerde het studeren en maakte een snellere verspreiding van nieuwe ideeën mogelijk.
Maar deze vroege periode wordt meestal gezien als een van wetenschappelijke achteruitgang. Er waren geen nieuwe ontwikkelingen in de fysica of astronomie en het opkijken naar klassieke bronnen canoniseerde de aristotelische en ptolemaeïsche blik op het heelal verder. De filosofie verloor veel van haar stevigheid omdat de regels van de logica en deductie als tweederangs werden gezien, minder belangrijk dan intuïtie en emotie. Tegelijkertijd legde het humanisme er de nadruk op dat de natuur werd gezien als een levende spirituele schepping die niet onderworpen was aan wetten of wiskunde. Wetenschap leefde pas later weer op, met figuren als Copernicus, Francis Bacon en Descartes.

## Belangrijke ontwikkelingen

### Alchemie
Alchemie was een oude tak van de natuurfilosofie waarin geleerden op speculatieve wijze materie onderzochten middels filosofie en experiment. Het is de voorloper van de moderne scheikunde, waar het geleidelijk door werd vervangen rond het einde van de achttiende eeuw. Een van de belangrijkste traditionele doelen van alchemisten was om een methode te vinden om lood in goud om te zetten. Kernidee daarbij was dat er een essentiële stof is waaruit alle andere stoffen gevormd zouden zijn. Als men een stof kan terugbrengen naar het originele materiaal (de Prima materia), dan kan het weer opgebouwd worden tot een ander materiaal via speciale procedures, bijvoorbeeld lood naar goud.
Paracelsus was een vroegmoderne alchemist die zich onder meer bezighield met magie, astrologie en geneeskunde. Hij verwierp de zoektocht naar de steen der wijzen en wilde praktische alchemie inzetten in de geneeskunde. Daarmee vormde hij de iatrochemie. Een van de kenmerken ervan is dat men meer gebruik ging maken van mineralen voor therapeutische doeleinden. Hij ging niet uit van elementen in de zin dat ze nu in de scheikunde worden gebruikt, maar van drie principes of basissubstanties die in alle lichamen (plant, dier, mens, mineraal) aangetroffen werden. Sulfer, mercurium (kwik) en zout representeerden hierbij respectievelijk vuur (organisatie), water (activiteit) en aarde (massa). Lucht liet hij weg, omdat hij het een product van vuur en water beschouwde.

### Astronomie
De astronomie van de Late Middeleeuwen was gebaseerd op het geocentrisme zoals dat in de Oudheid door Claudius Ptolemaeus was beschreven. Hoogstwaarschijnlijk hadden erg weinig praktiserende astronomen of astrologen zijn Almagest, dat in het Latijn was vertaald door Gerard van Cremona in de 12e eeuw, gelezen. In plaats hiervan vertrouwden ze op de regels van het geocentrisme zoals De sphaera mundi van Johannes de Sacrobosco en het genre studieboeken bekend als Theorica planetarum. Om de bewegingen van de planeten te voorspellen gebruikten ze de Alfonsine Tabellen, een set astronomische tabellen gebaseerd op de modellen van de Almagest, maar met inbegrip van latere modificaties, vooral het trepidatiemodel toegeschreven aan Thabit ibn Qurra. In tegenstelling tot wat men gewoonlijk denkt, namen de astronomen van de Middeleeuwen en de Renaissance niet hun toevlucht tot "epicykels op epicykels" om het originele model van Ptolemaeus te corrigeren - tot men bij Copernicus zelf komt.
Rond 1450 begon de wiskundige Georg von Peuerbach (1423-1461) aan een serie lezingen over astronomie aan de Universiteit van Wenen. Regiomontanus (1436-1476), een van zijn studenten, verzamelde zijn aantekeningen over de lezingen en publiceerde deze rond 1470 onder de naam Theoricae novae planetarum. Deze "Nieuwe Theorica" verving de oudere Theorica als het tekstboek voor voortgezette astronomie. Peurbach begon ook een samenvatting van en een commentaar op de Almagest te maken. Hij overleed nadat hij maar zes boeken afhad, en Regiomontanus zette de taak voort, met behulp van een Grieks manuscript dat door kardinaal Johannes Bessarion uit Constantinopel was meegenomen. Toen het in 1496 gepubliceerd werd, maakte dit Epitome van de Almagest (uittreksel van de Almagest) het hoogste peil van de ptolemaeïsche astronomie voor het eerst wijd toegankelijk voor veel Europese astronomen.
De laatste belangrijke gebeurtenis in de astronomie van de Renaissance is het werk van Nicolaus Copernicus (1473-1543). Hij was een van de eerste van de generatie van astronomen die was opgevoed met de Theoricae novae en de Epitome. Kort voor 1514 begon hij het schokkende nieuwe idee te onderzoeken dat de aarde rond de zon draait. Hij besteedde de rest van zijn leven aan het zoeken naar wiskundig bewijs voor dit heliocentrisme. Toen De revolutionibus orbium coelestium in 1543 eindelijk werd gepubliceerd, lag Copernicus op zijn sterfbed. Een vergelijking van zijn werk met de Almagest toont aan dat Copernicus in meer opzichten een 'renaissancewetenschapper' was, eerder een voorzichtig geleerde dan een revolutionair, omdat hij Ptolemaeus' methoden volgde, zelfs de volgorde van presentatie. In de astronomie kan het einde van de Renaissance worden gemarkeerd door de echt nieuwe werken van Johannes Kepler (1571-1630) en Galileo Galilei (1564-1642).

### Geografie en de nieuwe wereld
In de geografie, was de standaard klassieke tekst de Geographia van Claudius Ptolemaeus (2e eeuw). Dit werk was in de 15e eeuw in het Latijn vertaald door Jacopo d'Angelo. In manuscript werd het alom gelezen en nadat het in 1475 voor het eerst werd gedrukt volgden er veel herdrukken. Regiomontanus werkte voor zijn dood aan het persklaar maken van een editie; later werden zijn manuscripten in Neurenberg bestudeerd door wiskundigen.
De informatie die Ptolemaeus had gegeven, zowel die van Plinius de Oudere en andere klassieke bronnen, bleek snel in tegenspraak met de gebieden die ontdekt werden in het tijdperk van de grote ontdekkingen. De nieuwe ontdekkingen toonden tekortkomingen in de klassieke kennis aan; ze openden ook de Europese verbeelding naar nieuwe mogelijkheden. Thomas More's Utopia werd gedeeltelijk geïnspireerd door de ontdekking van de Nieuwe Wereld.